# Bacabal EC
Bacabal EC is een Braziliaanse voetbalclub uit Bacabal in de staat Maranhão. 

## Geschiedenis
De club werd opgericht op 14 mei 1974 en speelde een jaar later al in de hoogste klasse van het Campeonato Maranhense. In 1996 werd de club staatskampioen en was zo de eerste club van buiten de hoofdstad São Luís die daarin slaagde. 
In 1995 en 2008 speelde de club in de Série C en werd beide keren in de eerste fase uitgeschakeld. 

## Erelijst
- Campeonato Maranhense

1996

## Bekende ex-spelers
- Andrade
- Adílio
- Sérgio Manoel